# Stazione di Guindazzi
Stazione di Guindazzi vasútállomás Olaszországban, Pollena Trocchia településen.

## Vasútvonalak
Az állomást az alábbi vasútvonalak érintik:
- Nápoly–Ottaviano–Sarno-vasútvonal

## Kapcsolódó állomások
A vasútállomáshoz az alábbi állomások vannak a legközelebb:
- Stazione di Madonna dell'Arco (Stazione di Sarno (Circumvesuviana), Nápoly–Ottaviano–Sarno-vasútvonal)
- Stazione di Pollena (Stazione di Napoli Porta Nolana, Nápoly–Ottaviano–Sarno-vasútvonal)